# Bernal (Peru)
Bernal é um distrito do Peru, departamento de Piura, localizada na província de Sechura.

## Transporte
O distrito de Bernal não é servido pelo sistema de estradas terrestres do Peru.